# Jerusalemlagen

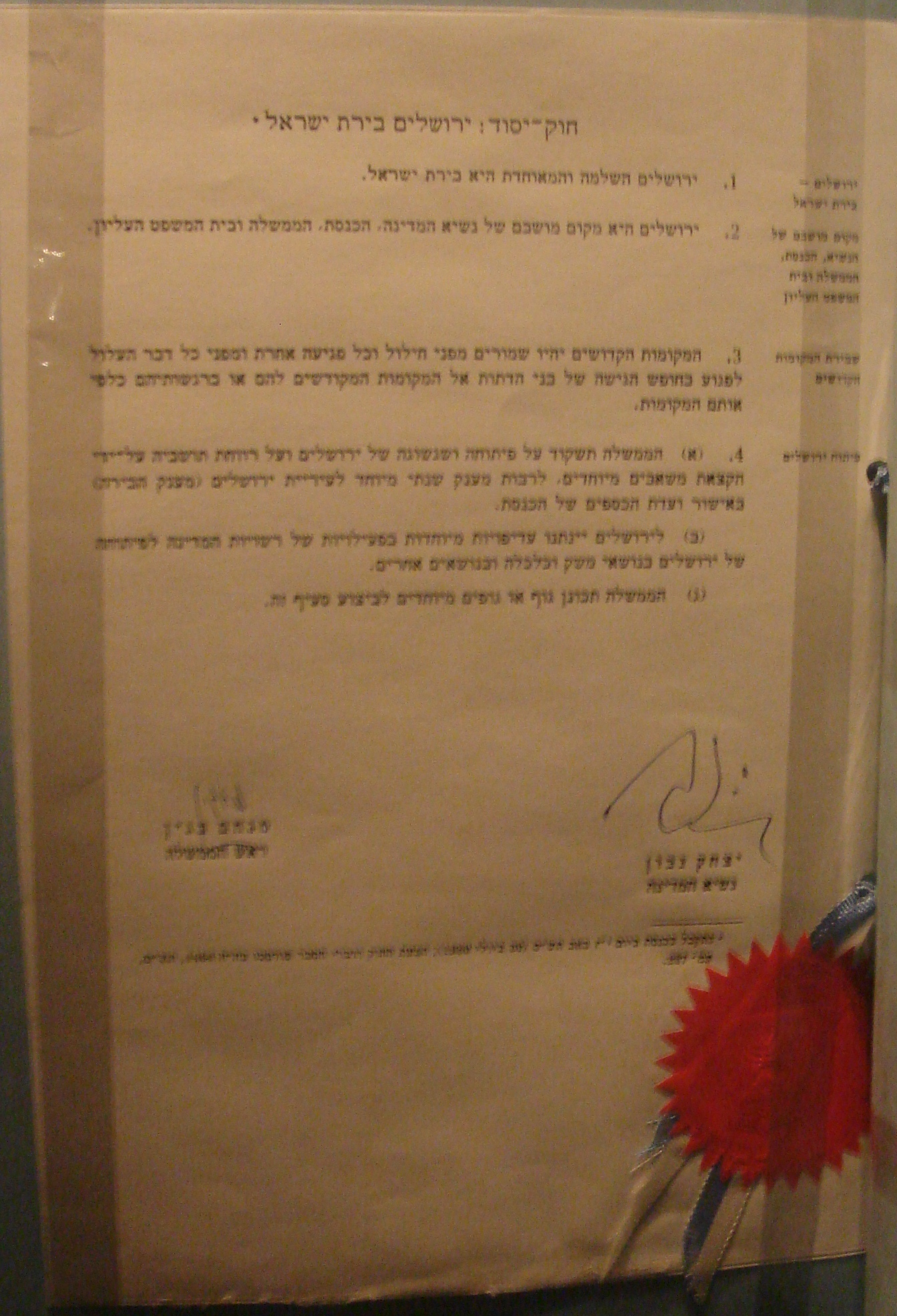
Jerusalemlagen

Jerusalemlagen, hebreiska: חוק יסוד: ירושלים בירת ישראל och arabiska قانون القدس, är den vardagliga benämningen på den israeliska lag som utsåg Jerusalem till Israels huvudstad. Den antogs av israeliska parlamentet, Knesset, den 30 juli 1980.
Jerusalemlagen säger ungefär att "Jerusalem, fullständig och förenad, är Israels huvudstad" och att staden används som säte för regeringen, som hem för presidenten, säte för regeringsbyggnader, högsta domstolen och Knesset. Förenta nationerna och de flesta nationer accepterar inte Jerusalemlagen och behåller sina ambassader i andra städer som Tel Aviv, Ramat Gan och Herzliya
Palestinska myndigheten ser Östra Jerusalem som huvudstaden i en framtida palestinsk stat och stadens slutgiltiga status är oklar och inväntar framtida förhandlingar mellan Israel och Palestinska myndigheten.